# Cicindela gratiosa
Cicindela gratiosa este o specie de insecte coleoptere descrisă de Guérin-méneville în anul 1840. Cicindela gratiosa face parte din genul Cicindela, familia Carabidae. Această specie nu are alte subspecii cunoscute.